# تحية النصر
تحية النصر والتي يشار إليها عادةً باسم تمثال القوة السوداء الأوليمبي، هو نصب تذكاري يصور تحية القوة السوداء في أولمبياد 1968 التي قام بها الرياضيان الأمريكيان من أصل أفريقي تومي سميث وجون كارلوس . يتكون النصب التذكاري من تمثالين مصنوعين من الألياف الزجاجية مغطيين ببلاط السيراميك، فوق قاعدة خرسانية مصممة لمحاكاة منصة التتويج الأولمبية. تم إنشاؤه في عام 2005 من قبل الفنان البرتغالي ريجو 23 وتم تثبيته بجوار قاعة البرج في حرم جامعة ولاية سان خوسيه ، في سان خوسيه، كاليفورنيا، الولايات المتحدة.

## تاريخ
في عام 1968، بصفتهما عضوين في عصر مدينة السرعة لألعاب القوى بجامعة ولاية سان خوسيه، تنافس تومي سميث وجون كارلوس في دورة الألعاب الأولمبية الصيفية لعام 1968 في مدينة مكسيكو. بعد الفوز بالميداليات الذهبية والبرونزية على التوالي، رفع الثنائي تحية القوة السوداء أثناء عزف النشيد الوطني الأمريكي ، وهو ما أصبح أحد أبرز أعمال الاحتجاج في حركة الحقوق المدنية. وعلى الرغم من عدم موافقة عامة الناس على الاحتجاج، أعرب رئيس جامعة ولاية سان خوسيه روبرت د. كلارك عن دعمه لهذا القانون.
في شتاء عام 2002، أطلق إريك جروتز، الطالب بجامعة ولاية سان خوسيه، مشروعًا لتكريم سميث وكارلوس في جامعتهما الأم؛ "كان أحد أساتذتي [كوبي هاريس] يتحدث عن أبطال مجهولين، وذكر تومي سميث وجون كارلوس. قال إن هذين الرجلين قاما بعمل شجاع لتعزيز الحقوق المدنية، ومع ذلك، لم يتم تكريمهما قط من قبل جامعتهما". تعاون جروتز مع رئيس قسم الفنون، الدكتور روبرت ميلنز، لإنشاء نموذج أولي لعرضه على مجلس الطلاب المرتبطين بالجامعة، الذي وافق على المشروع في 11 ديسمبر 2002، وبدأ في جمع التبرعات.
جمع الطلاب المنتسبون أكثر من 300000 دولار للمشروع، وكانوا يعتزمون في البداية وضع التمثال بجوار الموقع السابق لمنزل شيلر في باسيو دي سان كارلوس. ومع ذلك، تم نقل المشروع إلى الحديقة المجاورة لقاعة البرج وقاعة روبرت دي كلارك من أجل أن يكون في موقع أكثر مركزية في الحرم الجامعي ولتكريم دعم الرئيس كلارك للاحتجاج. في 16 أكتوبر 2003، الذكرى الخامسة والثلاثين للاحتجاج، تم الإعلان عن الفنان البرتغالي ريجو 23 كنحات للمشروع.
تم تجميع تحية النصر في أوائل أكتوبر 2005، وتم الكشف عنها للجمهور في 17 أكتوبر 2005، وجذبت مئات الحضور. تم عقد حلقة نقاشية شارك فيها سميث وكارلوس، بالإضافة إلى الحائز على الميدالية الفضية بيتر نورمان ، وزميله في عصر سبيد سيتي العداء لي إيفانز ، والمدرب الرئيسي بايتون جوردان. وألقيت كلمات إضافية من قبل نائبة عمدة سان خوسيه سيندي تشافيز، ورئيس ولاية سان خوسيه دون دبليو كاسينج، والممثل ديلروي ليندو ، تلا ذلك منح درجات الدكتوراه الفخرية إلى سميث وكارلوس. تم الكشف عن التمثال أثناء أداء النشيد الوطني الأمريكي، وهو ما يعكس الاحتجاج الأصلي.
في يناير 2007، افتتحت مؤسسة تاريخ سان خوسيه معرضًا جديدًا بعنوان "مدينة السرعة: من الحقوق المدنية إلى القوة السوداء"، والذي يغطي البرنامج الرياضي لجامعة ولاية سان خوسيه. ركز المعرض على البرنامج الرياضي لجامعة ولاية سان خوسيه، مسلطًا الضوء على عدد الطلاب الرياضيين من برنامج مدينة السرعة الذين اكتسبوا شهرة عالمية خلال حركات الحقوق المدنية والقوة السوداء.
في عام 2008، بعد أن زعم النقاد أن تحية النصر لم تمنح المشاهدين غير المألوفين السياق التاريخي المناسب، تمت إضافة لوحة أمام التمثال. تقول اللوحة:
في عام 2022، قام طلاب وأعضاء هيئة التدريس بجامعة ولاية سان خوسيه بدمج تحية النصر في مشروع الفن العام كمقاومة 

## التصميم
تحية النصر كانت أول منحوتة على الإطلاق لريجو 23، لكنه أراد أن يكون التمثال "عملاً نابعاً من الحب". من أجل نحت العضلات بشكل صحيح، قام بإجراء مسح ثلاثي الأبعاد لكامل الجسم لكل من سميث وكارلوس. يوجد توقيع ريجو 23 على ظهر حذاء سميث، ويوجد عام 2005 على حذاء كارلوس.
تم تقديم وجوه التماثيل بشكل واقعي مع التركيز على عاطفة الرياضيين. تم بناؤها من الألياف الزجاجية على دعامات فولاذية ومغطاة ببلاط السيراميك، وتشكل سراويلها الرياضية وستراتها فسيفساء من بلاط السيراميك الأزرق الداكن، مع تفاصيل حمراء وبيضاء على خطوط بدلات الرياضة.
طلب بيتر نورمان أن يتم استبعاده من النصب التذكاري، حتى يتمكن الزوار من المشاركة بالوقوف في مكانه، والشعور بما شعر به. قال نورمان، "يمكن لأي شخص أن يقف هناك ويدافع عن شيء يؤمن به. أعتقد أن هذا يوضح كل شيء تقريبًا". توجد لوحة في المكان الفارغ مكتوب عليها "زميلي الرياضي الأسترالي بيتر نورمان وقف هنا تضامنًا؛ اتخذ موقفًا".

## استخدمه كمساحة للاحتجاج
بسبب تحية النصر التي تصور عملاً احتجاجيًا أثناء حركة الحقوق المدنية، بالإضافة إلى قربها من مبنى بلدية سان خوسيه (أقل من 0.3 ميل)، أصبح التمثال والحديقة المحيطة به بمثابة نقاط محورية للاحتجاجات في سان خوسيه.

### احتجاجات حياة السود مهمة 2020
في 5 يونيو 2020، بعد مقتل جورج فلويد واحتجاجات حياة السود مهمة التي تلت ذلك، أقيم احتجاج في تحية النصر حيث رفع المتظاهرون قبضاتهم، مما يعكس احتجاج عام 1968. في الأول من سبتمبر من ذلك العام، نظم الرياضيون الطلاب في ولاية سان خوسيه احتجاجًا بدأ بإلقاء الرياضيين خطابات في تحية النصر ، تلاها مسيرة إلى مبنى البلدية.

### احتجاجات ومخيمات مؤيدة لفلسطين في عام 2024
في 12 أكتوبر 2023، بعد عملية طوفان الأقصى والحرب التي تلتها في غزة، نظم فرع ولاية سان خوسيه لطلاب من أجل العدالة في فلسطين احتجاجًا يتكون من خطابات ألقيت في تحية النصر، تليها مسيرة حول الحرم الجامعي.
في أبريل 2024، وفي أعقاب احتلال الحرم الجامعي في جامعة كولومبيا، بدأ الطلاب المتظاهرون يطالبون جامعة ولاية سان خوسيه بسحب استثماراتها من إسرائيل بسبب الإبادة الجماعية للفلسطينيين. اعتمد مجلس الطلاب المنتسبين للجامعة بالإجماع إجراءً لمقاطعة شركات وادي السيليكون المشاركة في أنشطة مؤيدة لإسرائيل في 24 أبريل.
استمرت الاحتجاجات في الحرم الجامعي، عندما تم إنشاء معسكر في 13 مايو على العشب حول تحية النصر . كان أحد مطالب المعسكر هو طرد أستاذ التاريخ جونثان روث بعد مشادة جسدية بينه وبين أحد المتظاهرين المؤيدين لفلسطين في فبراير 2024. في 14 مايو، تواصلت الجامعة مع المحتجين بشأن مطالبهم ولكنها أكدت أنه يجب تفكيك المخيم قبل بدء الامتحانات النهائية في 15 مايو.  بالإضافة إلى ذلك، أصدرت الجامعة بيانًا مشتركًا مع تومي سميث، وجون كارلوس، والناشط هاري إدواردز، والناشط كين نويل، والذي أعرب عن عدم موافقته على المخيم حول تحية النصر . أصدر ريجو 23 بيانًا يدعم المعسكر وألقى خطابًا في المعسكر.
في 21 مايو/أيار، التقى المتظاهرون مع رئيسة الجامعة سينثيا تينيينتي ماتسون ونائبة الرئيس المؤقتة للشؤون الطلابية ماري فوينتس مارتن لمناقشة مطالب المتظاهرين. واقترحت تينينتي ماتسون إنشاء مجلس استشاري طلابي يتألف من طلاب من منظمات طلابية في الشرق الأوسط للعمل مع أعضاء هيئة التدريس لمعالجة المخاوف بشأن شراكات الجامعات مع إسرائيل. بعد هذه المحادثات، تم تفكيك المعسكر في 23 مايو.